# Настазін
Настазін (пол. Nastazin, нім. Hermelsdorf) — село в Польщі, у гміні Машево Голеньовського повіту Західнопоморського воєводства.
Населення — 171 особа (2011).
У 1975-1998 роках село належало до Щецинського воєводства.

## Демографія
Демографічна структура станом на 31 березня 2011 року:
|          | Загалом | Допрацездатний вік | Працездатний вік | Постпрацездатний вік |
| -------- | ------- | ------------------ | ---------------- | -------------------- |
| Чоловіки | 90      | 22                 | 62               | 6                    |
| Жінки    | 81      | 16                 | 51               | 14                   |
| Разом    | 171     | 38                 | 113              | 20                   |